# Special Forces (album)
Pour les articles homonymes, voir Special forces (homonymie).
Albums de Alice Cooper
Flush the Fashion
(1980) Zipper Catches Skin
(1982)
Special Forces est le 6e album studio d'Alice Cooper en solo, et 13e au total. L'album sort en septembre 1981, produit par Richard Podolor et distribué par Warner Bros. Records. Trois titres sont choisis pour paraitre en single : You Want It, You Got It, Wo Do You Think We Are et Seven and Seven Is. L'album se classe 125e dans les charts américains du Billboard 200 la semaine du 3 octobre 1981. Special Forces se classe également au Royaume-Uni à la 96e position.
Special Forces est le premier des trois albums (avec Zipper Catches Skin et DaDa) dans lequel Alice déclare qu'il a un trou de mémoire, se souvenant très peu à propos d'avoir écrit, enregistré ou encore participé à la tournée du disque. Cooper ajoute qu'il aurait aimé revenir en arrière pour réenregistrer ces trois albums car il aime les chansons de ces disques malgré son faible souvenir.

## Tournée
Alice Cooper entame sa tournée en Amérique du Nord en juin 1981 qui débute aux États-Unis, elle se termine au Canada au mois de novembre. La tournée nord-américaine se conclut en fin d'année. En décembre 1981, Alice fait une pause pour enregistrer une émission spéciale pour le public français, intitulée « Alice Cooper à Paris ». Les chansons sont enregistrées et filmées à Paris dans des lieux touristiques ; le titre Generation Landslide '81 est filmé au centre Gorges-Pompidou, Prettiest Cop on the Block à Pigalle, Cold Ethyl et Only Women Bleed aux abattoirs de la Villette, Go to Hell dans la basilique du Sacré-Cœur de Montmartre et les dernières prises sont réalisées dans les studios de Boulogne. Censurée, la chanson Go to Hell filmée à Notre-Dame n'apparait pas dans le show final.
L'émission « Alice Cooper à Paris » est diffusée le 14 janvier 1982 sur Antenne 2 via Les Enfants du rock. Le show comporte six titres de Special Forces, soit plus la moitié de l'album (Who Do You Think We Are?, Seven and Seven Is, Prettiest Cop on the Block, Generation Landslide ‘81, Vicious Rumours et You're a Movie). La tournée reprend en France en janvier et février 1982, où Alice entreprend de nombreuses dates dans le pays, passant par Cannes, Lyon, Grenoble, Montpellier, Toulouse, Dijon, Paris, Lille, Metz et Strasbourg,,.
La tournée prend fin février 1982 et ce sera la dernière tournée d'Alice Cooper, en raison de problèmes avec l'alcool et la drogue (free base). Il remontera toutefois sur scène quatre années plus tard avec la tournée « Nightmare Returns », qui débute en octobre 1986.

## Liste des titres
La chanson Look at You Over There, Ripping the Sawdust from My Teddybear était listée derrière la pochette de l'album mais a été enlevée du disque par Alice lui-même avant la réalisation, sentant que le titre ne s'adaptait pas bien avec le thème de l'album. Sa forme démo a été réalisée dans le coffret The Life and Crimes of Alice Cooper, et de nouveau dans la réédition de 2010 de Special Forces. Il existe une version complète qui n'a encore jamais été réalisée.

### Face-A
| No  | Titre                                | Auteur                                                               | Durée |
| --- | ------------------------------------ | -------------------------------------------------------------------- | ----- |
| A1. | Who Do You Think We Are              | Alice Cooper, Duane Hitchings                                        | 4:21  |
| A2. | Seven and Seven Is (reprise de Love) | Arthur Lee                                                           | 2:41  |
| A3. | Prettiest Cop on the Block           | Alice Cooper, Davey Johnstone, Fred Mandel                           | 3:13  |
| A4. | Don't Talk Old to Me                 | Alice Cooper, Davey Johnstone, Fred Mandel                           | 2:54  |
| A5. | Generation Landslide ‘81 (live)      | Alice Cooper, Glen Buxton, Michael Bruce, Dennis Dunaway, Neal Smith | 3:50  |

### Face-B
| No  | Titre                   | Auteur                                                         | Durée |
| --- | ----------------------- | -------------------------------------------------------------- | ----- |
| B1. | Skeletons in the Closet | Alice Cooper, Duane Hitchings                                  | 3:42  |
| B2. | You Want It, You Got It | Alice Cooper, Erik Scott, Craig Krampf, Billy Steele, Eric Kaz | 3:15  |
| B3. | You Look Good in Rags   | Alice Cooper, Duane Hitchings                                  | 3:35  |
| B4. | You’re a Movie          | Alice Cooper, Duane Hitchings                                  | 3:37  |
| B5. | Vicious Rumours         | Alice Cooper, Duane Hitchings, Erik Scott, Mike Pinera         | 3:43  |

## Personnel
- Alice Cooper : chant
- Duane Hitchings : guitare, claviers
- Danny Johnson : guitare
- Mike Pinera : guitare
- Erik Scott : basse
- Craig Krampf : batterie

### Production
- Produit par Richard Podolor
- Producteur exécutif – Shep Gordon
- Directeur artistique – Alice Cooper et Richard Seireeni
- Arrangements – Alice Cooper et Richard Podolor
- Ingénieur du son – Bill Cooper
- Mixé par Bill Cooper et Richard Podolor
- Enregistré par Arthur Payson.
- Producteur exécutif – Bob Pfeiffer